# Lulu Salto Stephensen
Lulu Maria Salto Mamsen, gift Stephensen (født 14. august 1949 i Johore Bahru, Johore, Malaysia) er en dansk kunsthistoriker, som især har specialiseret sig i havekunstens historie.
Lulu Salto Stephensen er barnebarn af kunstmaleren og keramikeren Axel Salto og datter af plantagebestyrer Kristian Nissen Mamsen og husholdningslærer Susanne Heide Salto. Hun blev i 1986 mag.art. i kunsthistorie fra Københavns Universitet og blev i 1993 fil.dr. ved Lunds Universitet på en afhandling om havearkitekten G.N. Brandt. I 2003 modtog hun Klein-prisen.
Hun har undervist ved Københavns Universitet, Kunstakademiets Arkitektskole og Arkitektskolen Aarhus. Stephensen virker freelance som kritiker og forfatter og har bl.a. bidraget med artikler til Weilbachs Kunstnerleksikon og Den Store Danske Encyklopædi.
Hun blev gift 16. september 1973 på Christiansø med arkitekt Hannes Stephensen.

## Forfatterskab (udvalg)
- (s.m. Hannes Stephsensen), G.N. Brandt og havekunsten : om den arkitektoniske og den landskabelige have, Selskabet for Arkitekturhistorie 1985.
- Bidrag til: Jan Faye & Hannes Stephensen (red.), Marienlyst Slot: Det kongelige lystanlæg ved Helsingør, København: Chr. Ejlers' Forlag 1988. ISBN 87-7241-580-0
- Tradition og fornyelse i dansk havekunst, G.N. Brandt og de første årtier af 1900 tallet, Frangipani 1993 (disputats).
- Bidrag til: Teresa Nielsen (red.), Rudolph Tegners Danserindebrønd, Rudolph Tegners Museum 1993. ISBN 87-982510-2-3
- (red.), Garden History in Scandinavia, Taylor & Francis 1997 (særtryk af: Journal of Garden History, Vol. 17, Number 4 (October-December 1997).
- Danmarks havekunst. Bind 2: 1800-1945, København: Arkitektens Forlag 2001. ISBN 87-7407-225-0
- Garden Design in Denmark - G. N. Brandt and the Early Decades of the twentieth Century, Chichester: Packard Publishing Limited 2007. ISBN 9781853411151